# Alle (Jura)
Pour les articles homonymes, voir Alle.
Alle (ancien nom allemand : Hall) est une commune suisse du canton du Jura, située dans le district de Porrentruy.

## Géographie

### Situation
Le territoire d'Alle s'étend sur 10,6 km2. Lors du relevé de 2013-2018, les surfaces d'habitations et d'infrastructures représentaient 13,8 % de sa superficie, les surfaces agricoles 63,5 %, les surfaces boisées 22,9 % et les surfaces improductives 0,3 %.
Alle se situe à 4 kilomètres à l’est de Porrentruy, sur le cours de l’Allaine.

### Transport
- Gare d'Alle sur la ligne de Porrentruy à Bonfol, des Chemins de fer du Jura.
- Autoroute A16 (Bienne-Boncourt)  5 (Porrentruy Est)
- Autoroute A16 (Bienne-Boncourt)  6 (Courgenay)
- Lignes de bus 77 entre Porrentruy et Charmoille

## Étymologie
Le nom du village vient de la rivière qui la traverse : l'Allaine.

## Histoire

Photo aérienne (1950)

Dans le cadre des fouilles archéologiques réalisées sur les chantiers de la Transjurane, un site du Moustérien (de 120 000 à 35 000 ans avant notre ère) a été mis au jour. Il contient des dizaines de milliers d'objets provenant d'un atelier de taille du silex et du quartzite.
Quelques ossements et objets trouvés vers le milieu du XIXe siècle prouvent qu'il y a eu un établissement romain à Alle.
Le nom de la localité est cité pour la première fois en 797 : Angelramme, évêque de Metz confirme la donation faite par Wascon, abbé de Saint-Nabord, en Lorraine, au comte Walmerus, avoué du couvent, de différentes propriétés, entre autres Alle, appelé Walo. Alle appartenait encore au Comté de Montbéliard et, comme la plupart des communes avoisinantes, la commune finit par devenir la propriété des princes évêques de Bâle.
Aux XIIe et XIIIe siècles, la famille noble d'Alle habitait un château fortifié. La famille disparut au XIVe siècle, mais la commune adopta ses armoiries. En 1634, pendant la Guerre de Trente Ans, les Suédois brûlèrent le village en se retirant. En 1637, le village est incendié par les Français. Une autre famille de nobles s'établit dans le village : les Valoreille, qui résidèrent dans un château qui est devenu l'Hôtel de la Gare.
De 1793 à 1815, Alle a appartenu à la France, dans le département du Mont-Terrible, puis dans celui du Haut-Rhin. À la suite d'une décision du Congrès de Vienne, en 1815, la commune d'Alle, comme toute l’Ajoie, a été attribuée au canton de Berne.

## Population

### Surnom
Les habitants de la commune sont surnommés Lé Crâ (les corbeaux en patois ajoulot).

### Démographie

#### Évolution de la population
Alle compte 1 882 habitants au 31 décembre 2022 pour une densité de population de 178 hab/km2. Sur la période 2010-2019, sa population a augmenté de 12,8 % (canton : 5,1 % ; Suisse : 9,4 %).  

#### Pyramide des âges
En 2020, le taux de personnes de moins de 30 ans s'élève à 34,6 %, au-dessus de la valeur cantonale (33 %). Le taux de personnes de plus de 60 ans est quant à lui de 27,3 %, alors qu'il est de 28,1 % au niveau cantonal.
La même année, la commune compte 939 hommes pour 956 femmes, soit un taux de 49,6 % d'hommes, supérieur à celui du canton (49,5 %).
| Hommes | Classe d’âge | Femmes |
| ------ | ------------ | ------ |
| 1,1    | 90 ans ou +  | 1,6    |
| 8,3    | 75 à 89 ans  | 9,6    |
| 17,5   | 60 à 74 ans  | 16,5   |
| 22,2   | 45 à 59 ans  | 21,2   |
| 16,4   | 30 à 44 ans  | 16,4   |
| 20,1   | 15 à 29 ans  | 18,9   |
| 14,5   | - de 14 ans  | 15,7   |

| Hommes | Classe d’âge | Femmes |
| ------ | ------------ | ------ |
| 0,7    | 90 ans ou +  | 1,7    |
| 7,8    | 75 à 89 ans  | 10,1   |
| 17,7   | 60 à 74 ans  | 18,1   |
| 21,1   | 45 à 59 ans  | 21,4   |
| 18,1   | 30 à 44 ans  | 17,3   |
| 18,9   | 15 à 29 ans  | 16,9   |
| 15,7   | - de 14 ans  | 14,5   |

## Culture et patrimoine
Les vitraux de l'église Saint-Jean l'Évangéliste ont été réalisés par André Bréchet. Leur réalisation a eu lieu dans l'atelier du célèbre maître-verrier versaillais André Ripeau.